# Lucian Ifrim
Lucian Ifrim (n. 10 august 1969, București) este un actor român de teatru și film. A absolvit Academia de Teatru și Film „I. L. Caragiale” în 1994.

## Activitate teatrală
- O trilogie antică (1990), regia: Andrei Șerban
- Tinerețe fără bătrânețe și viață fără de moarte (1992) de Eduard Covali, regia: Nona Ciobanu
- Dragostea celor trei portocale (1993) de Carlo Gozzi, regia: Nona Ciobanu
- L'impromptu de L'Alma (1995) de Eugene Ionesco, regia: Cornel Todea
- Farsa Jupânului Pathelin (1999), regia: Cornel Todea
- Inimă Rece (2000) dupa Wilhelm Hauff, regia: Sorana Coroamă-Stanca
- Theatre sans animaux - Musee (2005) de Jean Michel Ribes, regia: Cornel Todea
- O scrisoare pierdută (2007), de I.L. Caragiale, regia Doru Ana
- Din însemnările unui necunoscut (2011) de F.M. Dostoievski, regia: Alexandru Darie
- Pe lacul auriu (2017) de Ernest Thompson, regia: Dinu Cernescu

## Teatru radiofonic
- Scrisoare tinerilor actori (2006) de Olivier Py, regia: Cezarina Udrescu
- Amadeus' (2007) după Peter Shaffer, regia: Ilinca Stihi
- Povești pentru copii (2007), regia: Cezarina Udrescu

## Filmografie

### Lungmetraje
- Extemporal la dirigenție (1988)
- Noro (2002), regia: Radu Gabrea
- Examen (2003)
- Camera ascunsă (2004), regia: Bogdan Dumitrescu
- Hârtia va fi albastră (2006), regia: Radu Munteanu
- Schimb valutar (2008)
- Amintiri din Epoca de Aur 2: Dragoste în timpul liber (2009)
- Aurora (2011), regia: Cristi Puiu
- Nașa (2011) - contabilul Grigore
- S-a furat mireasa (2012) - taximestrist 1
- Ho Ho Ho 2: O loterie de familie (2012)
- Q.E.D. (2014), regia: Andrei Gruzsniczki
- America, venim! (2014), regia: Răzvan Săvescu
- Bacalaureat (2016), regia: Cristian Mungiu
- 6.9 pe scara Richter (2016), regia: Nae Caranfil
- Vara s-a sfârșit (2017), regia: Radu Potcoavă
- Charleston (2017), regia: Andrei Crețulescu
- Un pas în urma Serafimilor (2017), regia: Daniel Sandu
- Meda sau partea nu prea fericită a lucrurilor (2017), regia: Emanuel Parvu
- Aniversarea (2017), regia: Dan Chisu

### Filme și seriale de televiziune
- Totul e un joc (1997) de Paul Ioachim, regia: Cornel Todea, TVR
- Adio Europa (2003), regia: Tudor Mărăscu, serial TVR
- Amantul marii doamne Dracula (2005), regia: Constantin Dicu, serial TVR
- Campionatul de comedie (2006-2008), TVR2
- Îngerașii (2008), serial ACASA
- Moștenirea (2010), serial PROTV
- Tanti Florica (2012-2013), serial PROTV
- Spitalul de demență (2012), serial PROTV
- Rămâi cu mine (2013), serial HBO

### Scurtmetraje
- Challenge Day (2004), regia: Napoleon Helmis
- Fotografii de familie (2011), regia: Andrei Cohn
- Șase pești mari (2012), regia: Ștefan Constantinescu
- Cai putere (2014), regia: Daniel Sandu
- Pipa, sexul și omleta (2016), regia: Ana-Maria Comănescu

### Ca actor vocal
- Sonny și steluța ei norocoasă - Marshall
- Jessie - Bertram
- Hotel Transylvania 2 - Griffin
- Titan A.E. - Profesorul Tucker

## Premii
- 2004 – Premiul de Excelență „Stelele Orașului București”, distincție acordată de Primăria Municipiului București
- 2006 – Premiul Special pentru Teatru de Copii acordat de UNITER